# Xavi Simons
Xavi Simons (Amsterdam, 21 april 2003) is een Nederlands voetballer die doorgaans als middenvelder speelt. Simons staat onder contract bij RB Leipzig. In 2022 debuteerde Simons in het Nederlands voetbalelftal.

## Carrière

### FC Barcelona
Simons trok op zesjarige leeftijd de aandacht van Villarreal CF. Vader Regillio Simons zag het echter niet zitten Simons al op jonge leeftijd naar een voetbalinternaat op 280 kilometer afstand van huis te laten vertrekken. Enkele maanden later volgde een aanbod van FC Barcelona, waarbij de club Simons en diens familie hielp met het zoeken van een nieuwe woning. Hierdoor vertrok Simons in 2010 naar de jeugdopleiding van de Catalaanse topclub. In zijn periode in Barcelona won Simons viermaal op rij de Ballon d'Or voor de beste jeugdspeler.

### Paris Saint-Germain

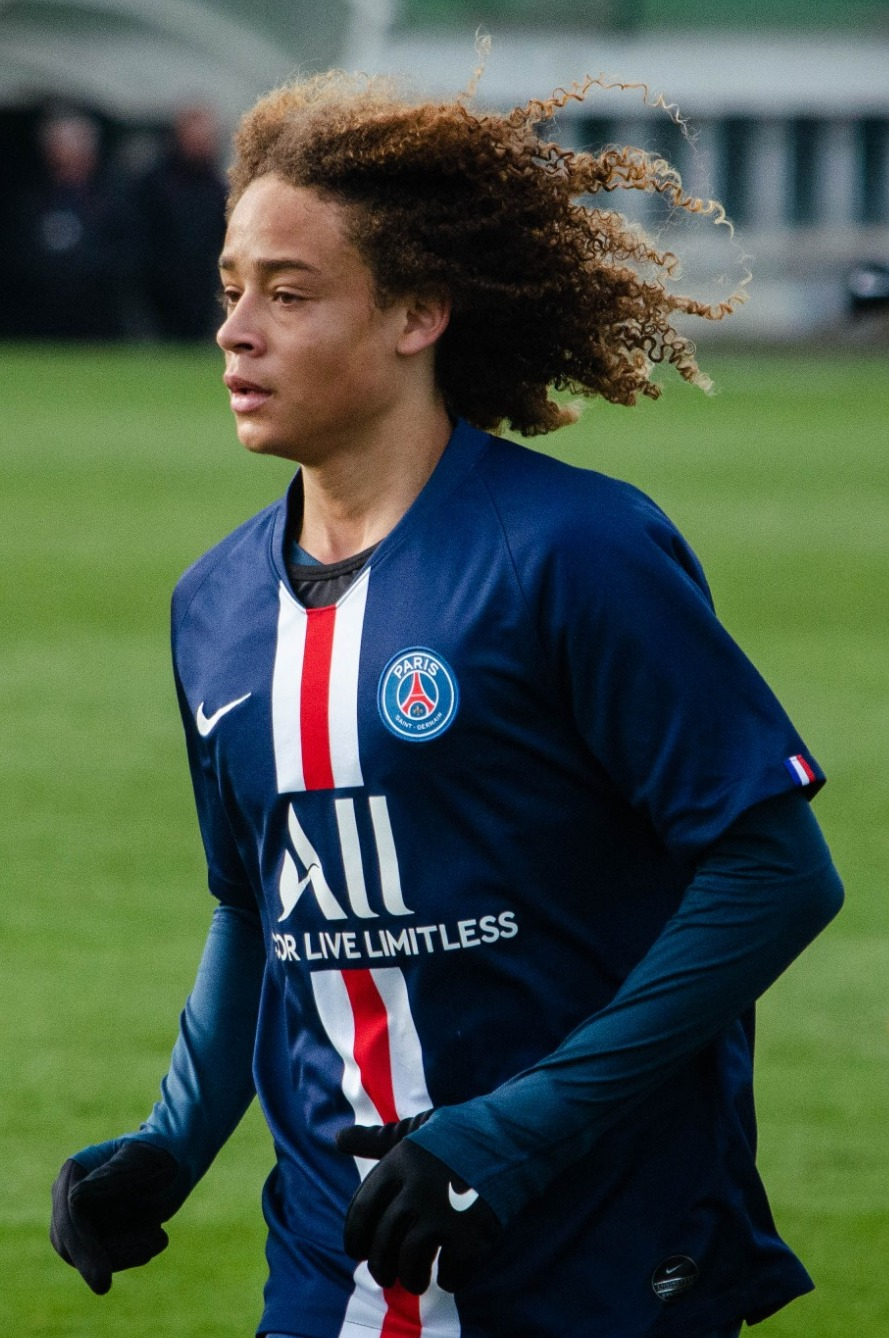
Simons namens Paris Saint-Germain O19 in 2020

Simons verruilde de jeugdopleiding van FC Barcelona in 2019 voor die van Paris Saint-Germain. Een van de redenen hiervoor was dat er vanuit Simons, ondersteund door toenmalig zaakwaarnemer Mino Raiola en vader Regillio Simons, graag werd gezien dat hij bij het hoogste juniorenteam aan zou sluiten. De Spaanse club werkte hier echter niet aan mee. Daarnaast bood FC Barcelona de toen zestienjarige Simons een startsalaris van 100.000 euro per seizoen aan. Dit kon tot op zijn achttiende oplopen tot € 225.000. Vanuit FC Barcelona wordt dan ook verwacht dat het aanbod vanuit Parijs vele malen hoger zou zijn geweest. Bij Paris Saint-Germain werd zijn salaris namelijk op zo'n 1 miljoen euro per jaar geschat. 

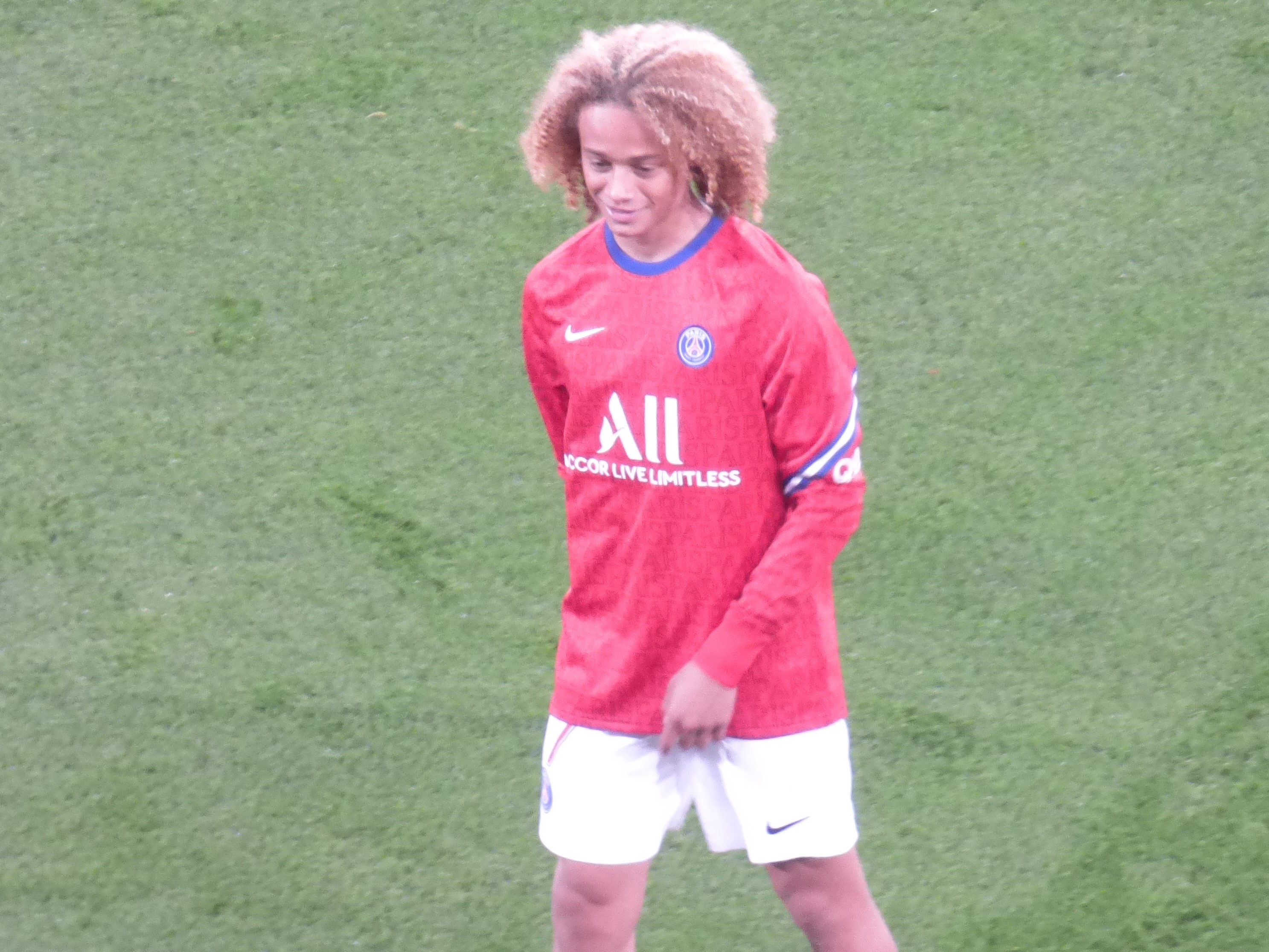
Simons bij Paris Saint-Germain in 2020

Op 10 februari 2021 maakte hij zijn officiële debuut in het eerste elftal van de Parijse club. In de Coupe de France-wedstrijd tegen SM Caen viel hij twaalf minuten voor tijd in voor Julian Draxler. Op 10 april 2021 liet trainer Mauricio Pochettino hem ook in de Ligue 1 debuteren. Tegen RC Strasbourg mocht hij in de slotfase invallen voor Ander Herrera. In december 2021 maakte hij tijdens een bekerduel zijn basisdebuut. In totaal speelde Simons elf officiële wedstrijden in het eerste elftal.

### PSV
In juni 2022 leek het er lange tijd op dat hij zijn contract bij Paris Saint-Germain zou gaan verlengen en als gevolg hiervan een jaar op huurbasis voor PSV zou gaan spelen. Op 29 juni 2022 werd echter bekend dat hij transfervrij de overstap maakte naar PSV waar hij tot 2027 tekende. Het contract bevatte wel een clausule voor wanneer Simons zelf een terugkeer naar Paris Saint-Germain zou zien zitten.
Hij maakte zijn debuut in de wedstrijd om de Johan Cruijff Schaal tegen Ajax. Simons viel in voor Cody Gakpo en scoorde direct. In augustus 2022, de eerste maand van de competitie, werd Simons direct uitgeroepen tot Eredivisie Speler van de Maand. In januari 2023 werd hij uitgeroepen tot Johan Cruijff Talent van de Maand en in maart 2023 volgde wederom een verkiezing tot Eredivisie Speler van de Maand. Op 19 maart 2023 scoorde Simons in de in 1-1 geëindigde uitwedstrijd tegen Vitesse zijn dertiende eredivisiedoelpunt van het seizoen. Hiermee werd hij de eerste tiener met meer dan twaalf eredivisiedoelpunten in één seizoen voor PSV sinds Ronaldo dat deed in het seizoen 1994/95. In alle competities kwam Simons bij PSV tot 48 wedstrijden, waarin hij 22 doelpunten scoorde en twaalf keer een assists gaf. 
Gedurende de tweede seizoenshelft was Simons meermaals doelwit van homofobe spreekkoren vanuit supporters van andere clubs. Bijvoorbeeld in de uitwedstrijd voor de halve finales van de KNVB Beker tegen SV Spakenburg, in de competitiewedstrijden uit tegen FC Utrecht en Sparta Rotterdam en in de finale van de KNVB Beker tegen Ajax.

### RB Leipzig

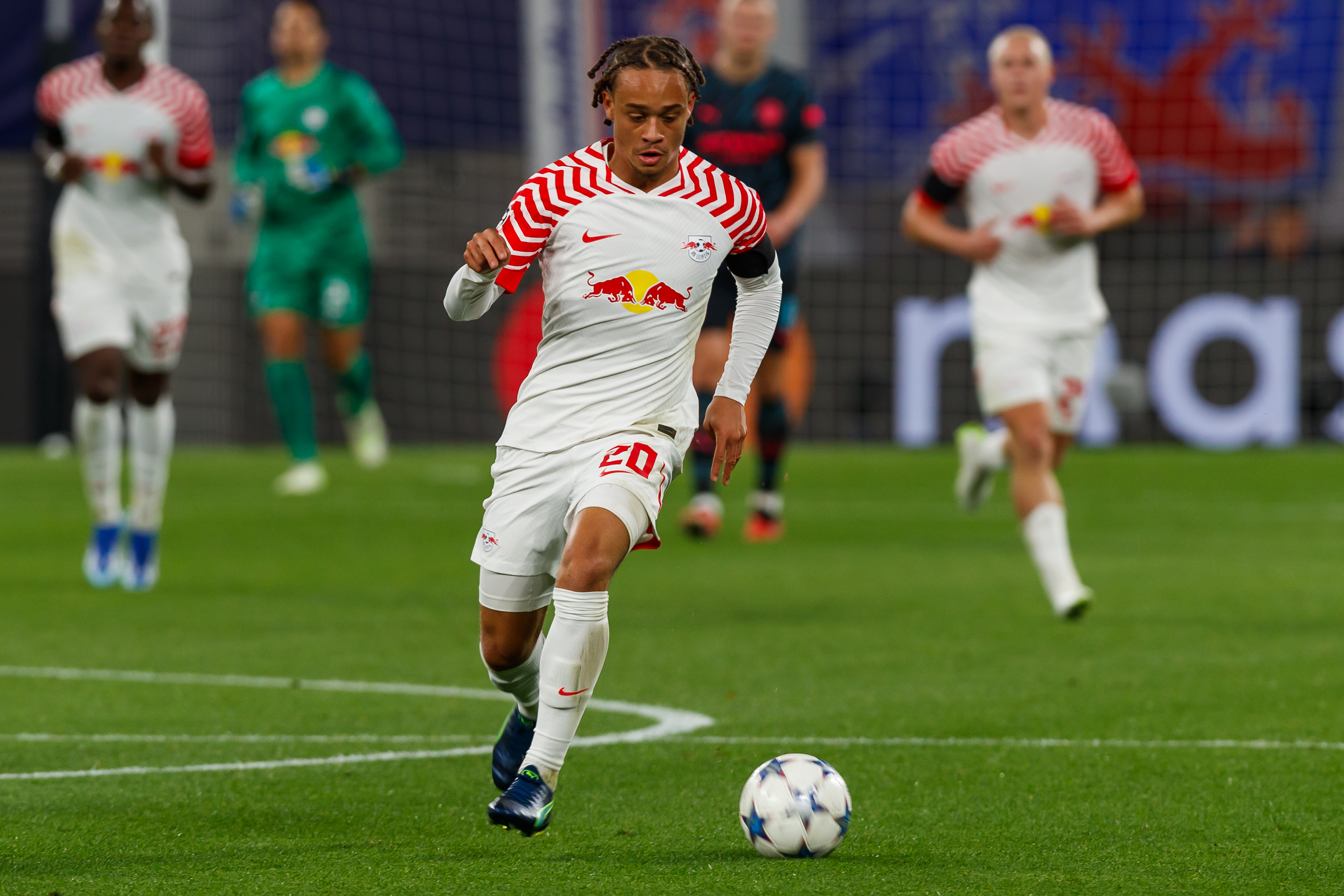
Simons als speler van RB Leipzig in 2023 tegen Manchester City in de UEFA Champions League

Op 19 juli 2023 keerde Simons terug bij Paris Saint-Germain en tekende een contract voor vier jaar, zijn salaris is geschat rond de 8 en 10 miljoen euro per jaar. Kort na de overname vertrok Simons op huurbasis naar RB Leipzig voor de duur van een seizoen, waar hij met rugnummer 20 speelt. Op 12 augustus maakte Simons zijn debuut voor Leipzig in de met 3-0 gewonnen DFL-Supercup tegen Bayern München. Simons scoorde drie keer en gaf vier assists in zijn eerste vier Bundesliga-wedstrijden. Op 19 september maakte Simons zijn debuut in de UEFA Champions League in een 3-1 overwinning op BSC Young Boys. Op 25 oktober was hij tegen Rode Ster Belgrado goed voor zijn eerste goal en assist in het miljoenenbal. In december 2023 werd hij voor het eerst -op positie 66- opgenomen in de prestigieuze jaarlijkse lijst van 100 best male footballers in the world van The Guardian. Hij was goed voor tien goals en vijftien assists in alle competities.
Op 5 augustus 2024 maakte RB Leipzig bekend dat het Xavi voor nog een seizoen zou huren van PSG.

## Clubstatistieken
| Seizoen     | Club         | Competitie  | Competitie | Competitie | Competitie | Beker | Beker | Beker | Internationaal | Internationaal | Internationaal | Totaal | Totaal | Totaal |
| Seizoen     | Club         | Competitie  | Wed.       | Dlp.       | Ass.       | Wed.  | Dlp.  | Ass.  | Wed.           | Dlp.           | Ass.           | Wed.   | Dlp.   | Ass.   |
| ----------- | ------------ | ----------- | ---------- | ---------- | ---------- | ----- | ----- | ----- | -------------- | -------------- | -------------- | ------ | ------ | ------ |
| 2020/21     | PSG          | Ligue 1     | 1          | 0          | 0          | 1     | 0     | 0     | 0              | 0              | 0              | 2      | 0      | 0      |
| 2021/22     | PSG          | Ligue 1     | 6          | 0          | 0          | 3     | 0     | 1     | 0              | 0              | 0              | 9      | 0      | 1      |
| Club Totaal | Club Totaal  | Club Totaal | 7          | 0          | 0          | 4     | 0     | 1     | 0              | 0              | 0              | 11     | 0      | 1      |
| 2022/23     | PSV          | Eredivisie  | 34         | 19         | 9          | 5     | 2     | 2     | 9              | 1              | 1              | 48     | 22     | 12     |
| Club Totaal | Club Totaal  | Club Totaal | 34         | 19         | 9          | 5     | 2     | 2     | 9              | 1              | 1              | 48     | 22     | 12     |
| 2023/24     | → RB Leipzig | Bundesliga  | 32         | 8          | 13         | 3     | 0     | 0     | 8              | 2              | 2              | 43     | 10     | 15     |
| 2024/25     | → RB Leipzig | Bundesliga  | 18         | 7          | 4          | 1     | 1     | 1     | 5              | 0              | 0              | 14     | 5      | 3      |
| Club Totaal | Club Totaal  | Club Totaal | 50         | 15         | 17         | 4     | 1     | 1     | 13             | 2              | 2              | 67     | 18     | 20     |
| Totaal      | Totaal       | Totaal      | 91         | 34         | 26         | 13    | 3     | 4     | 22             | 3              | 3              | 126    | 40     | 32     |

## Interlandcarrière
Simons werd op 21 oktober 2022 voor het eerst in zijn carrière bij de voorselectie van het Nederlands elftal geroepen. Enige tijd later werd hij door bondscoach Louis van Gaal definitief toegevoegd aan de selectie voor het WK 2022 in Qatar. Op 3 december 2022 debuteerde Simons in het Nederlands elftal en het WK in de wedstrijd in de achtste finale tegen het Amerikaans voetbalelftal, hij viel in de 83e minuut in voor Memphis Depay. Hiermee werd hij de jongste speler ooit die voor Oranje heeft gespeeld in de knock-outfase van een WK.
Zijn eerste basisplek in het Nederlands elftal volgde op 24 maart 2023, tijdens de EK-kwalificatiewedstrijd tegen Frankrijk. Op 10 juni 2024 scoorde Simons zijn eerste doelpunt tegen het IJslandse voetbalelftal. Simons maakte de 1-0 in een met 4-0 gewonnen oefenwedstrijd ter voorbereiding op het EK 2024. Tot dat moment bleven zijn prestaties in het Nederlands elftal achter bij zijn prestaties bij zijn clubs.
Simons was basisspeler tijdens de eerste wedstrijd van het EK 2024. Hij scoorde in de halve finale tegen Engeland zijn eerste doelpunt op een eindtoernooi, waarna Nederland alsnog met 1-2 verloor. Hiermee werd hij met zijn 21 jaar en 80 dagen wel de op-een-na jongste Oranje-speler om te scoren op een EK na Patrick Kluivert in 1996 tegen Engeland. 
| Interlands van Xavi Simons voor Nederland | Interlands van Xavi Simons voor Nederland | Interlands van Xavi Simons voor Nederland | Interlands van Xavi Simons voor Nederland | Interlands van Xavi Simons voor Nederland | Interlands van Xavi Simons voor Nederland |
| No.                                       | Datum                                     | Wedstrijd                                 | Uitslag                                   | Competitie                                | Doelpunten                                |
| ----------------------------------------- | ----------------------------------------- | ----------------------------------------- | ----------------------------------------- | ----------------------------------------- | ----------------------------------------- |
|                                           |                                           |                                           |                                           |                                           |                                           |
| Als speler bij PSV                        |                                           |                                           |                                           |                                           |                                           |
| 1.                                        | 3 december 2022                           | Nederland - Verenigde Staten              | 3 – 1                                     | WK 2022                                   |                                           |
| 2.                                        | 24 maart 2023                             | Frankrijk – Nederland                     | 4 – 0                                     | Kwalificatie EK 2024                      |                                           |
| 3.                                        | 27 maart 2023                             | Nederland – Gibraltar                     | 3 – 0                                     | Kwalificatie EK 2024                      |                                           |
| 4.                                        | 14 juni 2023                              | Nederland – Kroatië                       | 2 – 4                                     | Nations League 2022/23                    |                                           |
| 5.                                        | 18 juni 2023                              | Nederland – Italië                        | 2 – 3                                     | Nations League 2022/23                    |                                           |
| Als speler bij RB Leipzig                 | Als speler bij RB Leipzig                 | Als speler bij RB Leipzig                 | Als speler bij RB Leipzig                 | Als speler bij RB Leipzig                 | 1                                         |
| 6.                                        | 7 september 2023                          | Nederland – Griekenland                   | 3 – 0                                     | Kwalificatie EK 2024                      |                                           |
| 7.                                        | 10 september 2023                         | Ierland – Nederland                       | 1 – 2                                     | Kwalificatie EK 2024                      |                                           |
| 8.                                        | 13 oktober 2023                           | Nederland – Frankrijk                     | 1 – 2                                     | Kwalificatie EK 2024                      |                                           |
| 9.                                        | 16 oktober 2023                           | Griekenland – Nederland                   | 0 – 1                                     | Kwalificatie EK 2024                      |                                           |
| 10.                                       | 18 november 2023                          | Nederland – Ierland                       | 1 – 0                                     | Kwalificatie EK 2024                      |                                           |
| 11.                                       | 21 november 2023                          | Gibraltar – Nederland                     | 0 – 6                                     | Kwalificatie EK 2024                      |                                           |
| 12.                                       | 22 maart 2024                             | Nederland – Schotland                     | 4 – 0                                     | Vriendschappelijk                         |                                           |
| 13.                                       | 26 maart 2024                             | Duitsland – Nederland                     | 2 – 1                                     | Vriendschappelijk                         |                                           |
| 14.                                       | 10 juni 2024                              | Nederland – IJsland                       | 4 – 0                                     | Vriendschappelijk                         | 23'                                       |
| 15.                                       | 16 juni 2024                              | Polen – Nederland                         | 1 – 2                                     | EK 2024                                   |                                           |
| 16.                                       | 21 juni 2024                              | Nederland – Frankrijk                     | 0 – 0                                     | EK 2024                                   |                                           |
| 17.                                       | 25 juni 2024                              | Nederland – Oostenrijk                    | 2 – 3                                     | EK 2024                                   |                                           |
| Als speler bij Paris Saint-Germain        | Als speler bij Paris Saint-Germain        | Als speler bij Paris Saint-Germain        | Als speler bij Paris Saint-Germain        | Als speler bij Paris Saint-Germain        | 1                                         |
| 18.                                       | 2 juli 2024                               | Roemenië – Nederland                      | 0 – 3                                     | EK 2024                                   |                                           |
| 19.                                       | 6 juli 2024                               | Nederland – Turkije                       | 2 – 1                                     | EK 2024                                   |                                           |
| 20.                                       | 10 juli 2024                              | Nederland – Engeland                      | 1 – 2                                     | EK 2024                                   | 7'                                        |
| Als speler bij RB Leipzig                 | Als speler bij RB Leipzig                 | Als speler bij RB Leipzig                 | Als speler bij RB Leipzig                 | Als speler bij RB Leipzig                 | 3                                         |
| 21.                                       | 7 september 2024                          | Nederland – Bosnië en Herzegovina         | 5 – 2                                     | Nations League 2024/25                    | 90+2'                                     |
| 22.                                       | 10 september 2024                         | Nederland – Duitsland                     | 2 – 2                                     | Nations League 2024/25                    |                                           |
| 23.                                       | 11 oktober 2024                           | Hongarije - Nederland                     | 1–1                                       | Nations League 2024/25                    |                                           |
| 24.                                       | 14 oktober 2024                           | Duitsland - Nederland                     | 1 – 0                                     | Nations League 2024/25                    |                                           |
| 25.                                       | 20 maart 2025                             | Nederland – Spanje                        | 2 – 2                                     | Nations League 2024/25                    |                                           |
| 26.                                       | 23 maart 2025                             | Spanje - Nederland                        | 3 – 3 n.v. (5–4 pen.)                     | Nations League 2024/25                    | 109 (p)'                                  |
| 27.                                       | 7 juni 2025                               | Finland - Nederland                       | 0-2                                       | Kwalificatie WK 2026                      |                                           |
| 28.                                       | 10 juni 2025                              | Nederland - Malta                         | 8-0                                       | Kwalificatie WK 2026                      | 61'                                       |

## Erelijst
| Competitie           | Aantal              | Jaren               |
| Paris Saint-Germain  | Paris Saint-Germain | Paris Saint-Germain |
| -------------------- | ------------------- | ------------------- |
| Ligue 1              | 1x                  | 2021/22             |
| Coupe de France      | 1x                  | 2020/21             |
| PSV                  |                     |                     |
| Johan Cruijff Schaal | 1x                  | 2022                |
| KNVB Beker           | 1x                  | 2022/23             |
| RB Leipzig           |                     |                     |
| DFL-Supercup         | 1x                  | 2023                |

| Individuele prijzen                | Aantal                      | Jaren                       |
| Jeugdopleiding FC Barcelona        | Jeugdopleiding FC Barcelona | Jeugdopleiding FC Barcelona |
| ---------------------------------- | --------------------------- | --------------------------- |
| Ballon d'Or voor beste jeugdspeler | 4x                          | 2014, 2015, 2016, 2017      |
| PSV                                |                             |                             |
| Eredivisie Speler van de Maand     | 2x                          | Augustus 2022, maart 2023   |
| Johan Cruijff Talent van de Maand  | 1x                          | Januari 2023                |
| Topscorer Eredivisie               | 1x                          | 2022/23                     |

## Privé
- Hij is de zoon van oud-voetballer Regillio Simons.
- Hij werd vernoemd naar voetballer Xavi Hernández.[25]